# زيخونا سودلاكا
زيخونا سودلاكا (بالإنجليزية: Zikhona Sodlaka)‏ (من مواليد في 7 يونيو 1985 في مثاثا) هي مُمثلة جنوب أفريقية.

## طفولتها
وُلدت سودلاكا في مثاثا في كيب الشرقية، ونشأت في كوازولو ناتال.

## أعمالها

### المُسلسلات التلفزيونية
- بعد 9 (2007-2013).
- إيقاع سيتي (2007).
- سكيم صام (2011).

### الأفلام
- مانديلا: طريق طويل إلى الحرية (2013).[3][4][5]
- نحن الاثنين (2014).

## روابط خارجية
زيخونا سودلاكا على موقع IMDb (الإنجليزية)
- زيخونا سودلاكا على موقع قاعدة بيانات الفيلم (الإنجليزية)